# Vero (album)
| Recensione | Giudizio |
| ---------- | -------- |
| Rockit     | positivo |
| Rockol     |          |

Vero è il terzo album in studio del rapper italiano Guè, pubblicato il 23 giugno 2015 dalla Universal Music Group e dalla Def Jam Recordings.

## Antefatti
A seguito del successo di Bravo ragazzo, il rapper affermò a Vice che in quel periodo si sentiva particolarmente in forma nel fare musica, venendo considerato come «l'artista rap giusto al momento giusto nel posto giusto». Ciò lo ha portato a lavorare Vero essendo «incurante di tutto». Per il disco l'artista si è affidato per di più a produttori francesi. Il disco è stato inoltre il primo del rapper ad essere stato distribuito dall'etichetta statunitense Def Jam Recordings, con la quale ha firmato un contratto discografico nel corso del 2015.

## Promozione
Ad anticiparne l'uscita sono stati il video musicale del brano Squalo, reso disponibile per la visione attraverso il canale YouTube del rapper il 26 maggio 2015, e i singoli Le bimbe piangono e Interstellar, resi disponibili per il download digitale il 5 e il 16 giugno dello stesso anno.
L'album è stato promosso anche dai video dei brani Bosseggiando ed Equilibrio, quest'ultimo estratto come terzo singolo il 2 ottobre 2015.
Il 6 novembre è invece uscito per il download digitale il singolo Fiumi di champagne, inciso insieme a Peppino di Capri e tratto dalla colonna sonora del film Natale col boss. Il singolo ha inoltre anticipato l'uscita della riedizione di Vero, denominata Royal Edition e uscita il 27 novembre 2015.

## Tracce
1. Pequeno – 2:36
2. Le bimbe piangono – 3:44
3. Bosseggiando – 3:20
4. Squalo – 3:49
5. Voodoo – 3:25
6. Equilibrio – 4:23
7. Interstellar (feat. Akon) – 3:40
8. Mollami – 3:10
9. Nouveau riche (feat. Crookers) – 3:11
10. Oro e diamanti – 3:40
11. Eravamo re – 3:02
12. Fuori orario – 3:19
13. Miserabile – 3:03
14. Pappone – 3:29
15. Tu non sai (feat. Maruego & Joke) – 3:42
16. Vero – 3:30

Tracce bonus nell'edizione deluxe
1. Millioneuro Boy – 3:26
2. Signora – 3:35
3. Occhi su di me (feat. Maruego) – 4:19

Traccia bonus nell'edizione di iTunes
1. Oro e diamanti (Animalsons Remix) – 4:17

CD bonus nella Royal Edition
1. Fiumi di champagne (feat. Peppino di Capri) (tratto dal film "Natale col boss") – 2:57
2. Champion Sound (AI29 Anthem) – 3:09
3. We Run the Town (feat. Red Cafe) – 3:09
4. #Bosslife (bosseggiando pt. 2) (feat. Galiano & Slim Thug) – 3:30
5. Tuta di felpa (feat. Ntò) – 3:40
6. Come me (comm'a me) (feat. Rosario Miraggio) – 3:23
7. Occhi su di me (feat. Maruego) – 4:19
8. Millioneuro Boy – 3:26
9. Signora – 3:35
10. Mollami RMX (feat. J-Ax) – 3:10
11. Oro e diamanti (Animalsons Remix) – 4:15
12. Squalo (Acoustic Jam Session) (feat. Jaselli) – 3:35
13. Fuori orario (Acoustic Jam Session) (feat. Jaselli) – 3:43
14. Eravamo re (Acoustic Jam Session) (feat. Jaselli) – 2:41
15. Fiumi di champagne (feat. Peppino di Capri) (Don Joe Party Remix) – 2:56 – presente nell'edizione digitale
16. Mollami (The Golden Toyz Remix) – 3:31 – presente nell'edizione digitale

## Classifiche

### Classifiche settimanali
| Classifica (2015) | Posizione massima |
| ----------------- | ----------------- |
| Italia            | 1                 |

### Classifiche di fine anno
| Classifica (2015) | Posizione |
| ----------------- | --------- |
| Italia            | 41        |